# Округ Маратон (Висконсин)
Округ Маратон (енгл. Marathon County) је округ у америчкој савезној држави Висконсин.

## Демографија
По попису из 2010. године број становника је 134.063, што је 8.229 (6,5%) становника више него 2000. године.
| Група             | 2000.           | 2010.           |
| Белци             | 117.517 (93,4%) | 121.007 (90,3%) |
| Афроамериканци    | 347 (0,3%)      | 841 (0,6%)      |
| Азијати           | 5.715 (4,5%)    | 7.146 (5,3%)    |
| Хиспаноамериканци | 979 (0,8%)      | 2.992 (2,2%)    |
| Укупно            | 125.834         | 134.063         |